# Reinhold Klotz
 Reinhold Klotz  (* 13. März 1807 in Stollberg bei Chemnitz; † 10. August 1870 in Kleinzschocher bei Leipzig) war ein deutscher Philologe und Herausgeber zahlreicher lateinischer Editionen.

## Leben
Mit 19 Jahren begann Klotz 1826 an der Universität Leipzig zu studieren und konnte dieses Studium bereits 1831 mit einer Habilitation in klassischer Philologie erfolgreich beenden. Er blieb an der Universität und wurde im darauffolgenden Jahr zum außerordentlichen Professor ernannt. In der 1848er-Revolution nahm er eine streng konservative Haltung ein. Ende 1849 wurde er unter größtem Widerstand seiner gesamten Kollegenschaft als Nachfolger Gottfried Hermanns zum ordentlichen Professor berufen.
Nach seinem Tod richtete die Universität 1871 das Fach Geografie als selbstständige akademische Disziplin ein und berief Oscar Ferdinand Peschel auf den neuen Lehrstuhl. Zuvor war die Erdkunde als Teildisziplin sowohl der Klassischen Philologie als auch den Historischen Hilfswissenschaften zugeordnet und wurde durch Klotz und den Historiker Heinrich Wuttke vertreten.

## Werke (Auswahl)
als Autor
- Quaestiones Tullianae. Baumgärtner, Leipzig 1830.
- Handbuch der lateinischen Litteraturgeschichte. Engelmann, Leipzig 1846 (nur Band 1, mehr nicht erschienen).

als Herausgeber
- Lukian von Samosata: Gallus sive somnium. Weidmann, Leipzig 1831.
- Clemens von Alexandria: Opera omnia. Schwickert, Leipzig 1831/34 (4 Bände)
- Euripides: Tragoediae. Hennings, Gotha 1859 (Inhalt: Hercules furens, Phoenissae, Orestes, Iphigenia Taurica, Iphigenia quae est Aulide).
- Matthaeus Devarius: Liber de graecae linguae particulis. Baumgärtner, Leipzig 1835/42 (2 Bände)
- Marcus Tullius Cicero: Cato major „de senectude“. Teubner, Leipzig 1831.
- Marcus Tullius Cicero: Laelius sive de amicitia dialogus. Teubner, Leipzig. 1833.
- Marcus Tullius Cicero: Tusculanae disputationum libri quinque. Teubner, Leipzig 1835/39 (3 Bände; sämtliche Reden mit Anmerkungen).
- Marcus Tullius Cicero: Orationes selectae XXI. 2. Auflage. Teubner, Leipzig 1871 (2 Bände).
- Marcus Tullius Cicero: Scripta omnia. 2. Auflage. Teubner, Leipzig 1863/72 (11 Bände).
- Terenz: Terenz. Mit kritischen und exegetischen Anmerkungen.  Veit, Leipzig 1838/40 (2 Bände).
- Cornelius Nepos: Vitae excellentium imperatorum. Hahn, Hannover 1846.
- Handwörterbuch der lateinischen Sprache. Herausgegeben von Reinhold Klotz unter Mitwirkung von Friedrich Lübker und Ernst Eduard Hudemann. Leipzig 1857. 3. und verbesserte Auflage: Leipzig 1861.
  - 6. Abdruck: Verlag Georg Westermann, Braunschweig 1879.
  - Unveränderter Nachdruck in zwei Bänden: Akademische Druck- und Verlagsanstalt, Graz 1963.
- Richard Klotz: Handbuch der lateinischen Stilistik. Teubner, Leipzig 1874.